# Patrick Devedjian

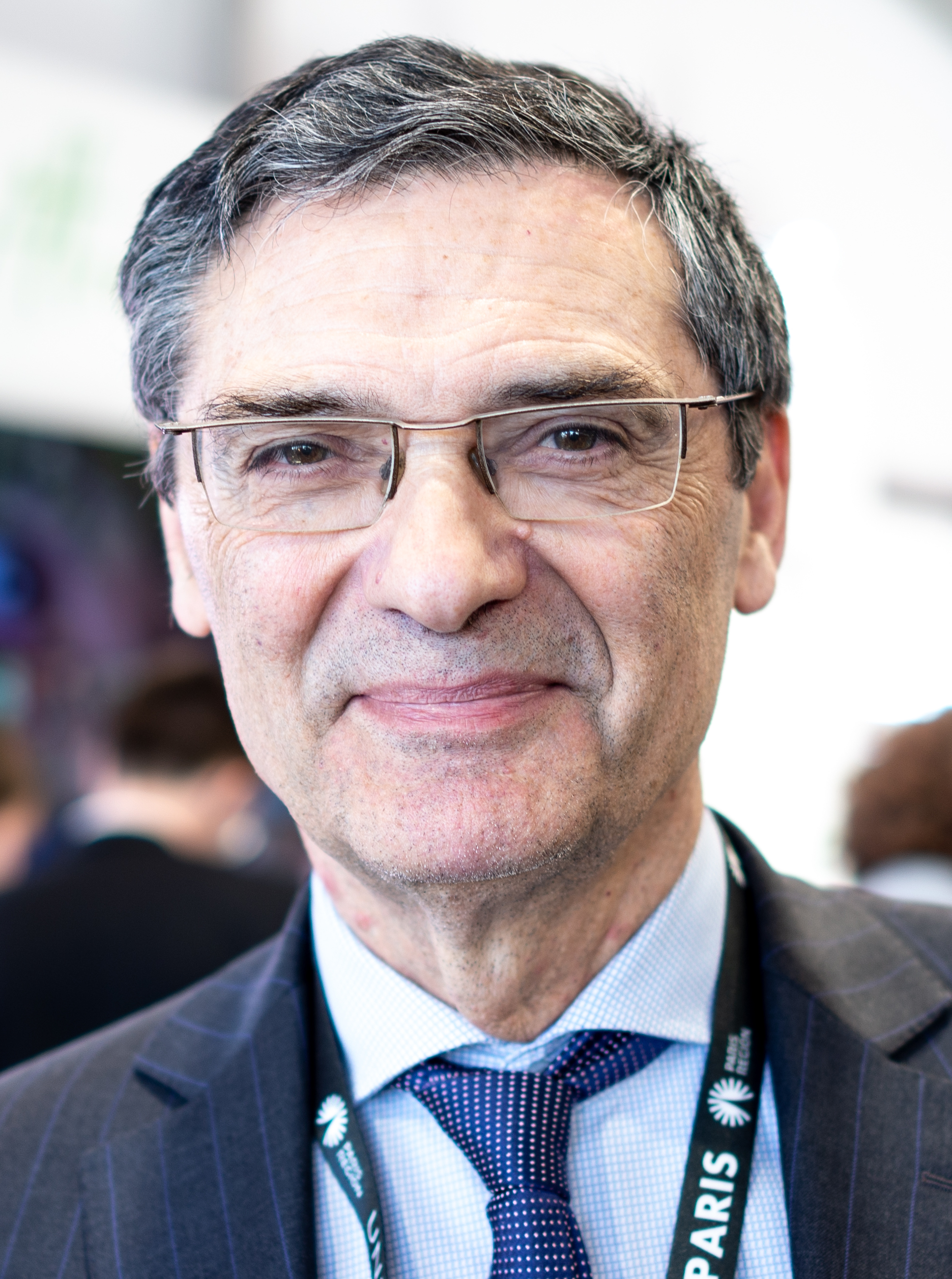
Patrick Devedjian (2019)

Patrick Roland Karékin Devedjian (* 26. August 1944 in Fontainebleau, Département Seine-et-Marne; † 28. März 2020 in Antony, Département Hauts-de-Seine) war ein französischer gaullistischer Politiker (RPR, UMP) und Rechtsanwalt. Er war von 1983 bis 2002 Bürgermeister der Stadt Antony und zwischen 1986 und 2017 mehrmals Abgeordneter in der Nationalversammlung. Devedjian war beigeordneter Minister für lokale Freiheiten (2002–04), Industrie (2004–05) und Konjunkturförderung (2008–10). Von 2007 bis 2008 war er Generalsekretär der UMP sowie von 2007 bis zu seinem Tod Präsident des Départementrats von Hauts-de-Seine.

## Herkunft
Patrick Devedjians Vater, der Ingenieur Roland Devedjian (1901–1974), wurde als Armenier in Sivas in der Türkei geboren. In einer frankophilen Familie in Konstantinopel aufgewachsen, floh er 1919 – nach dem Völkermord an den Armeniern – nach Frankreich. Er erfand einen Schnellkochtopf und betrieb ein kleines Unternehmen in Courbevoie, einem westlichen Vorort von Paris, bis er Anfang der 1960er-Jahre für den Bau des Hochhausviertels La Défense enteignet wurde. Patrick Devedjians Mutter Monique Wallois kam aus Nordfrankreich; sie starb bei einem Reitunfall, als ihr Sohn sechs Jahre alt war. Sein Großvater väterlicherseits war der osmanische Fischereibeamte Karekin Deveciyan.

## Werdegang
Devedjian besuchte ein armenisch-katholisches Internat der Mechitaristen in Sèvres. Nach dem Abitur am Lycée Condorcet studierte er Jura an der Universität Panthéon-Assas (Paris II) und Politikwissenschaft am Institut d’études politiques de Paris (Sciences Po). Er wurde 1964 Mitglied einer rechtsextremen Gruppe namens Occident, die von Pierre Sidos geführt wurde und der auch die späteren bürgerlichen Minister Alain Madelin und Gérard Longuet angehörten. Er begründete diese Mitgliedschaft mit der Überzeugung, dass Algerien französisch bleiben müsste: „Ich hatte als Christ aus dem Orient das Gefühl, dass sich die Christen gegenüber dem Islam nicht genug verteidigen. (…) Ich wollte nicht, dass das Christentum schon wieder vor dem Islam kapituliert.“ Dem Investigativjournalisten Frédéric Charpier (Autor eines Buchs über Occident) zufolge, habe Devedjian im Algerienkrieg einen Kampf zwischen Christen und Muslimen gesehen, was ihn an den Völkermord des Osmanischen Reiches an den Armeniern erinnert habe. Zudem habe er mit einem betont französisch-nationalistischen Auftreten seine Ausgrenzung wegen seiner ausländischen Herkunft kompensieren wollen.
Im Sommer 1965 begingen Devedjian und Madelin an der Côte d’Azur mehrere Diebstähle (u. a. ein Simca 1000 sowie Ausweispapiere), benutzten ein gefälschtes Kennzeichen und besaßen illegal eine 6,35er-Pistole. Dafür wurden beide zu je einem Jahr Gefängnis auf Bewährung verurteilt. Nach einem Überfall auf kommunistische Studenten an der Universität Rouen im Januar 1967 wurde Devedjian neben zwölf anderen Occident-Aktivisten (darunter auch Madelin und Longuet) wegen „geplanter und bewaffneter Tätlichkeit“ verurteilt und musste eine Geldstrafe von 1000 Francs bezahlen. Seine Kameraden verdächtigten ihn, die Gruppe verraten zu haben, folterten ihn mit Waterboarding und schlossen ihn aus Occident aus.
Seit 1969 war Devedjian mit Sophie Vanbremeersch verheiratet, Tochter des Generals Claude Vanbremeersch. Das Paar hat vier Kinder. 1970 wurde Devedjian Anwalt; im selben Jahr gründete er die philosophisch-politische Zeitschrift Contrepoint. Er arbeitete mit dem liberalen Denker Raymond Aron zusammen und wandelte sich in seinen politischen Einstellungen.
In den 1980er Jahren vertrat Devedjian als Rechtsanwalt mehrfach Mitglieder der Asala (Armenian Secret Army for the Liberation of Armenia). Er bezeichnete sie als Widerstandskämpfer und bestritt, dass die Asala eine Terrororganisation sei. Beispielsweise verteidigte er Mardiros Jankodjian, der 1981 einen Bombenanschlag auf das türkische Generalkonsulat in Genf verübt und einen türkischen Diplomaten erschossen hatte. 1982 vertrat er Monte Melkonian, der in Paris mit einem falschen Pass festgenommen wurde und im Verdacht stand, an der Besetzung der türkischen Botschaft in Paris („Operation Van“) mitgewirkt zu haben. Devedjian erreichte, dass Melkonian abgeschoben wurde, ohne dass ihm ein Strafprozess gemacht wurde. Devedjian lehnte es jedoch ab, die mutmaßlichen Täter des Anschlags auf den Flughafen Paris-Orly am 15. Juli 1983 mit acht Toten und 56 Verletzten zu vertreten. Dies sei ein Terroranschlag gegen Frankreich gewesen und er wolle keine Terroristen verteidigen.
Patrick Devedjian starb in den frühen Morgenstunden des 28. März 2020 unerwartet an den Folgen von COVID-19 im Krankenhaus von Antony, in das er drei Tage zuvor zur Beobachtung eingeliefert worden war.

## Politische Karriere

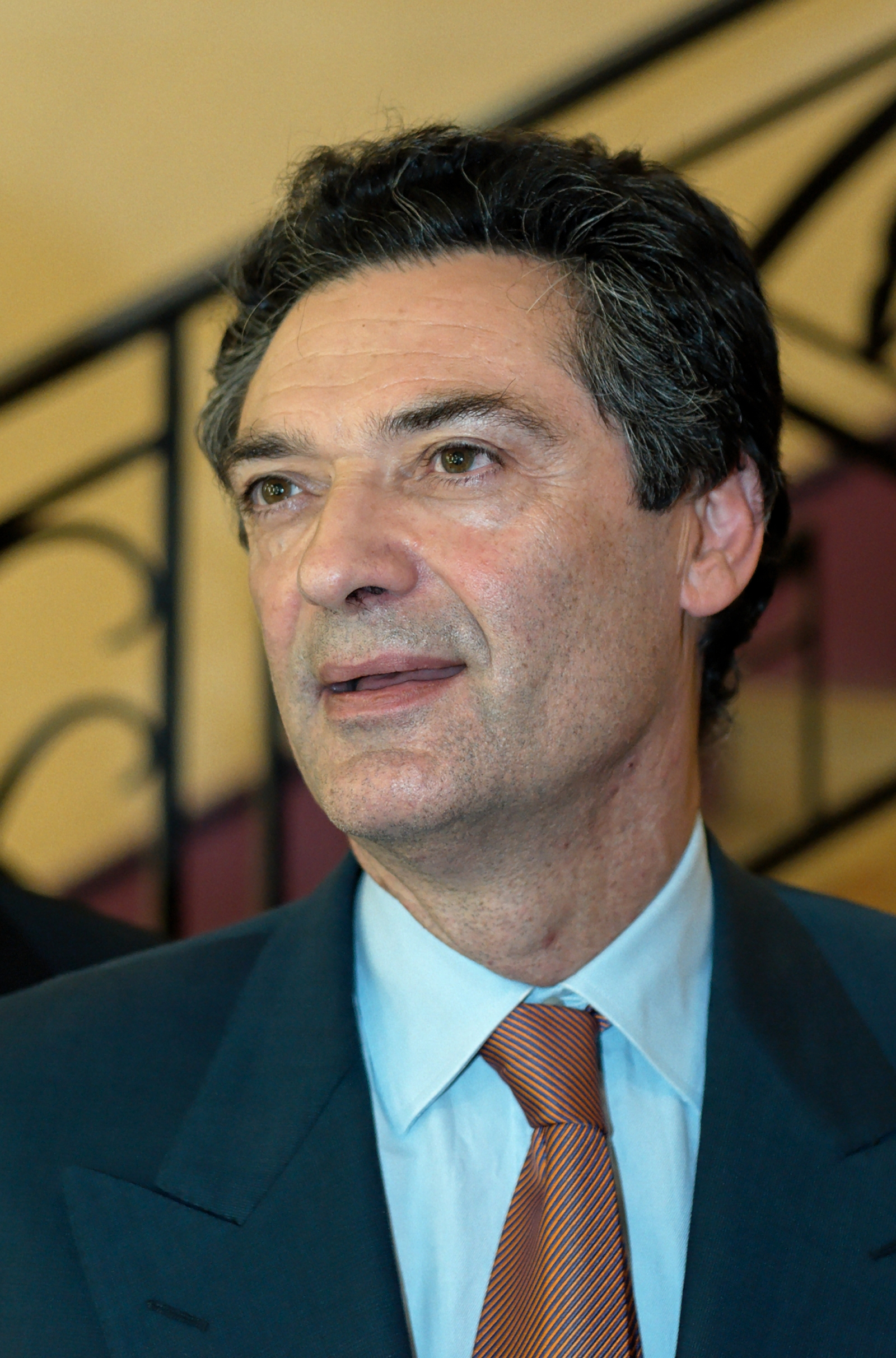
Patrick Devedjian im Juni 2007

1971 trat er in die gaullistische Partei Union des démocrates pour la République (UDR) ein. Ab 1976 war er Mitglied der UDR-Nachfolgepartei Rassemblement pour la République (RPR) unter Führung Jacques Chiracs. Gemeinsam mit Charles Pasqua arbeitete er die Satzung der Partei aus. 1978 wurde er in den Gemeinderat der Pariser Vorstadt Antony gewählt.
Bei den Kommunalwahlen im März 1983 trat Devedjian zur Wahl des Bürgermeisters von Antony an. Seine Liste wurde zunächst äußerst knapp mit 419 Stimmen Unterschied von derjenigen des Amtsinhabers André Aubry von der Kommunistischen Partei geschlagen. In der Folge gelang es Devedjian jedoch, das Ergebnis wegen Wahlfälschung annullieren zu lassen. Die Wiederholung der Wahl im Oktober 1983 gewann Devedjian mit 51,3 % der abgegebenen Stimmen und wurde damit Aubrys Nachfolger als Bürgermeister. Das Amt hatte er vier Amtsperioden lang bis 2002 ununterbrochen inne. Zusätzlich wurde er 1986 als Abgeordneter von Hauts-de-Seine in die Nationalversammlung gewählt. Ihm gelang 1988, 1993, 1997 und 2002 die Wiederwahl. Als er 2002 Minister wurde, gab er das Amt auf; sein Nachfolger wurde Raymond Sibille.
Parallel arbeitete Devedjian als juristischer Berater Chiracs, der Parteivorsitzender, Bürgermeister von Paris (1977–95) und Premierminister (1986–88) war, und gewann für diesen etwa 20 Prozesse. Im Wahlkampf zur Präsidentschaftswahl 1995 unterstützte er jedoch Édouard Balladur, den (erfolglosen) parteiinternen Rivalen Chiracs. Obwohl das Verhältnis der beiden dadurch belastet wurde, war Devedjian auch nach der Wahl Chiracs zum Staatspräsidenten als dessen Anwalt tätig und verteidigte ihn gegen Korruptionsvorwürfe.
Seit dem Beginn des politischen Aufstiegs von Nicolas Sarkozy in den 1990er Jahren galt Devedjian als dessen politischer Gefährte und Getreuer. Im August 1999 wurde Devedjian auf Vorschlag Sarkozys Parteisprecher der RPR. Im Oktober 1999 bewarb sich Devedjian um den Vorsitz der Partei, unterlag aber mit 8,9 % der Mitgliederstimmen bereits im Wahlgang. Er initiierte in der Nationalversammlung ein Gesetz zur offiziellen Anerkennung des Genozids an den Armeniern, das am 18. Januar 2001 einstimmig angenommen wurde.
Die RPR ging 2002 in der Union pour un mouvement populaire (UMP) auf, der Devedjian anschließend angehörte. Von Mai 2002 bis März 2004 war er beigeordneter Minister für lokale Freiheiten (ministre délegué aux libertés locales) und damit dem damaligen Innenminister Nicolas Sarkozy unterstellt. Von 2003 bis 2005 war Devedjian zudem Präsident des Gemeindeverbands Communauté d’agglomération des Hauts-de-Bièvre. Als Nicolas Sarkozy das Amt des Staatsministers (und damit Wirtschafts-, Finanz- und Industrieministers) übernahm, folgte er ihm und wurde beigeordneter Minister für Industrie. Dieses Amt bekleidete er von April 2004 bis Mai 2005, als er bei der Bildung der Regierung de Villepin nicht mehr berücksichtigt wurde.
Bei der Präsidentschaftswahl 2007 unterstützte er Nicolas Sarkozy, dem er nach dessen Wahl zum Staatspräsidenten als Präsident des Generalrats des Départements Hauts-de-Seine nachfolgte. Im September 2007 wurde er Generalsekretär und damit faktischer Parteivorsitzender der UMP. Sein Verhältnis zu Sarkozy wurde allerdings dadurch belastet, dass dieser ihn nicht in sein erstes Kabinett aufnahm: Er hatte offenbar erwartet, zum Justizminister ernannt zu werden; dieser Posten ging aber an Rachida Dati. Ebenfalls im September 2007 wurde Devedjian zum Vorsitzenden des Établissement public pour l’aménagement de la région de la Défense (EPAD) gewählt, der öffentlich-rechtlichen Körperschaft, die für die Entwicklung des Hochhausviertels La Défense bei Paris zuständig war. Diese Position hatte er bis 2009 inne.
Am 5. Dezember 2008 wurde Devedjian zum beigeordneten Minister für die Umsetzung des Plans zur Ankurbelung der Wirtschaft (ministre chargé de la mise en œuvre du plan de relance) im Kabinett Fillon II berufen. In diesem Amt, das unmittelbar dem Premierminister unterstand, war er für den Plan zu Wiederbelebung der französischen Wirtschaft nach der Finanzkrise verantwortlich. Bei der Bildung des Kabinetts Fillon III im November 2010 wurde das Ministerium aufgelöst. Devedjian nahm daraufhin sein Parlamentsmandat wieder auf. Nach weiteren Konflikten, auch mit Sarkozys Sohn Jean, kam es um das Jahr 2012 zum Zerwürfnis mit Nicolas Sarkozy. Bei der Wahl 2012 konnte Devedjian sein Mandat knapp verteidigen. Das Wahlergebnis wurde im Oktober 2012 durch den Conseil constitutionnel aufgehoben (wegen eines Formfehlers bei der Nominierung von Devedjians Stellvertreter zur Wahl – dieser war nicht zur Kandidatur befugt gewesen, weil er bereits ein anderes Amt innehatte). In der somit erforderlich gewordenen Nachwahl im Dezember 2012 gewann Devedjian das Mandat erneut, diesmal mit einem anderen Stellvertreter. Bei der Parlamentswahl 2017 trat er nicht mehr an.
Als Präsident des Generalrats (seit 2015 Départementrat) von Hauts-de-Seine wurde er mehrmals bestätigt und hatte das Amt bis zu seinem Tod inne. Sein Amtsnachfolger wurde kommissarisch sein Parteifreund Georges Siffredi, Bürgermeister von Châtenay-Malabry, der bis dahin Erster Stellvertretender Präsident des Départementrats gewesen war.
Eine EU-Mitgliedschaft der Türkei lehnte Patrick Devedjian ab, hauptsächlich, weil die türkische Regierung den Völkermord an den Armeniern leugnet. Er vertrat die Ansicht, die Türkei müsse vor einem Beitritt zur Europäischen Union zu einem ehrlichen und korrekten Umgang mit der eigenen Geschichte finden.